# Ely Galleani
Ely Galleani, née le 24 avril 1953 à Alassio est une actrice italienne.
Elle figure parfois au générique sous le nom Federica Galleani, Ely de Galleani, Elly De Galeani, Edy Gall ou Justine Gall.

## Biographie
D'origine ukrainienne par sa mère, elle a été active en particulier dans les années 1970 dans des néo-polars italiens ou des comédies érotiques à l'italienne.
Elle a épousé le réalisateur Carlo Vanzina et s'est retirée de la scène. Elle a ensuite divorcé.
Elle a publié un livre numérique Una Stella in Rete pour la maison d'édition Simonelli.

## Filmographie

### Actrice de cinéma

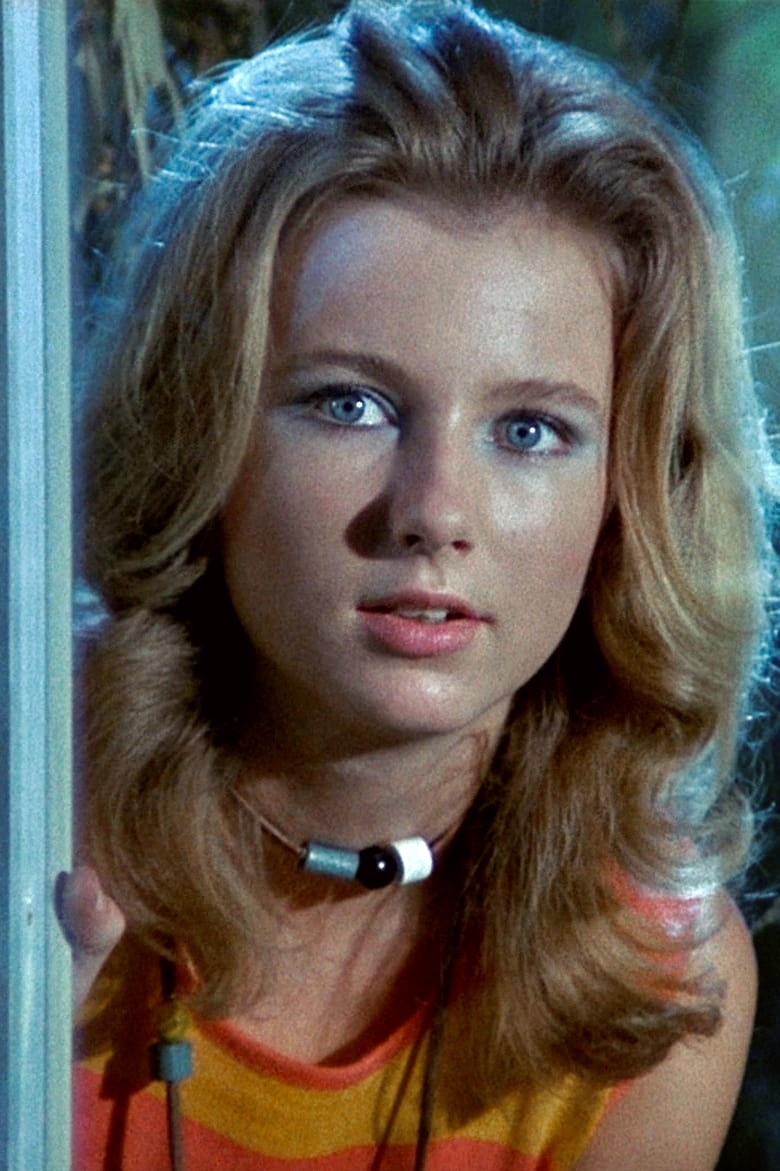
Ely Galleani dans L'Île de l'épouvante (1970).

- 1969 : Les Damnés (La caduta degli dei) de Luchino Visconti : une figurante[2]
- 1970 : Quella piccola differenza de Duccio Tessari : Pat
- 1970 : L'Île de l'épouvante (Cinque bambole per la luna d'agosto) de Mario Bava : Isabel
- 1970 : Un prêtre à marier (Il prete sposato) de Marco Vicario : Paola
- 1971 : Le Venin de la peur (Una lucertola con la pelle di donna) de Lucio Fulci : Joan Hammond
- 1971 : Scandale à Rome (Roma bene) de Carlo Lizzani : Vivi Santi
- 1971 : Au nom du peuple italien (In nome del popolo italiano) de Dino Risi : Silvana Lazzorini
- 1971 : Mort à Venise (Morte a Venezia)  de Luchino Visconti : une figurante[2]
- 1972 : Le Salopard (Senza ragione) de Silvio Narizzano : Maria
- 1972 : Jus primae noctis de Pasquale Festa Campanile : Beata
- 1973 : Baba Yaga, de Corrado Farina : Annette
- 1973 : La Grosse Tête (Sono stato io!) d'Alberto Lattuada : l'autostoppeuse
- 1973 : Le Témoin à abattre (La polizia incrimina la legge assolve) d'Enzo G. Castellari : Chicca
- 1973 : Malicieuse à seize ans (it) (Sedici anni) de Tiziano Longo : Francesca
- 1973 : Poussière d'étoiles (Polvere di stelle) de Alberto Sordi
- 1974 : Preuves d'amour (La prova d'amore) de Tiziano Longo : Angela
- 1974 : La Tentation (Il sorriso del grande tentatore) de Damiano Damiani : la fiancée de Rodolfo
- 1975 : Marc la gâchette (Mark il poliziotto spara per primo) de Stelvio Massi : Angela Frizzo
- 1976 : La Toubib au cours du soir (it) (La dottoressa sotto il lenzuolo) de Gianni Martucci : Lella
- 1976 : Le Grand Escogriffe, de Claude Pinoteau : Dorotea
- 1976 : Né pour l'enfer (Die Hinrichtung) de Denis Héroux : Pam
- 1976 : Une fille nommée Apache (Una donna chiamata Apache) de Giorgio Mariuzzo (it) : La fille du chef
- 1976 : Black Emanuelle en Orient (Emanuelle nera - Orient Reportage) de Joe D'Amato : Frances
- 1977 : Opération K (Operazione Kappa: sparate a vista) de Luigi Petrini : l'Américaine
- 1977 : La Cabine des amoureux (Casotto) de Sergio Citti : la fille nue
- 1978 : Nero veneziano d'Ugo Liberatore : l'amie de Christine
- 1978 : Emanuelle et les filles de madame Claude, de Joe D'Amato : Susan Towers
- 1978 : L'Amour chez les poids lourds (I grossi bestioni) de Jean-Marie Pallardy : Pénélope
- 1978 : Cugine mie (it) de Marcello Avallone : Irene
- 1983 : Les Déchaînements pervers de Manuela (Il mondo perverso di Beatrice) de Joe D'Amato : Susan Towers (images d'archives)

### Actrice de télévision
- 1975 : Ritratto di donna velata (it), téléfilm de Flaminio Bollini (it)
- 1978 : Sam et Sally, série télévisée, épisode Le Collier de Jean Girault : Marjorie